# Sequel to the Prequel
Sequel to the Prequel — третий и последний студийный альбом британской инди-рок-группы Babyshambles, лидером которой является английский музыкант и художник Пит Доэрти. Альбом был спродюсирован давным коллегой группы Стивеном Стритом и вышел 2 сентября 2013 года.

## История
Sequel to the Prequel является первым студийным альбомом Babyshambles с момента выхода Shotter’s Nation 2007 года. За это время в состав в коллектива влился новый клавишник Стивен Лардж, а ударника Адама Файсека, решившего заняться сольным творчеством, заменил участник Stereophonics Джейми Моррисон. Первый сингл с альбома, «Nothing Comes To Nothing», был представлен 8 июля в программе Зейна Лоу на BBC Radio 1. Официально запись будет выпущена 26 августа с треком «Picture Me in a Hospital» на би-сайде. Обложку Sequel to the Prequel разработал английский художник Дэмьен Херст. После выхода пластинки группа отправилась в осенние гастроли по Европе.

## Приём
Критик The Guardian Бетти Кларк поставила диску оценку 3 из 5, написав: «Богатый печальными словами, великолепными мелодиями и поразительными амбициями, Sequel to the Prequel — альбом, разрывающийся между новообретённой любовью к жизни Дрю МакКоннелла и разочаровывающей необходимостью Доэрти сокращать её». Обозреватель Drowned in Sound Роберт Лидэм оценил альбом на 5 из 10 и, продолжая линию Кларк, заявил: «Даже самый поверхностный слушатель Sequel to the Prequel не может не заметить печальную истину его героиновой сердцевины: Доэрти более заинтересован в приёме наркотиков, чем в создании песен». Рецензент musicOMH Энди Бэйбер дал пластинке оценку 4 из 5, заметив: «Всегда будут те, кто списывает Доэрти со счетов, но нет никакого сомнения в его умении писать песни, и Sequel to the Prequel является свидетельством этого». Наиболее высоко — на 7 из 10 — запись оценил автор New Musical Express Том Ховард: «Питер Доэрти всегда будет человеком, чей талант упускается из виду из-за историй о том, как во время передачи залога из его кармана выпал героин, или картинок, изображающих якобы его кошку под крэком. Ведите себя как умалишённый и люди тенденциозно будут упускать ваши положительные черты. Одна из них, что всегда была открыта — это лирика 34-летнего обаяния, о его испытаниях и невзгодах».

## Список композиций
| #   | Название                 | Продолжительность |
| --- | ------------------------ | ----------------- |
| 1.  | Fireman                  | 1:42              |
| 2.  | Nothing Comes to Nothing | 3:12              |
| 3.  | New Pair                 | 3:07              |
| 4.  | Farmer’s Daughter        | 5:06              |
| 5.  | Fall From Grace          | 4:21              |
| 6.  | Maybeline                | 3:17              |
| 7.  | Sequel to the Prequel    | 2:58              |
| 8.  | Dr. No                   | 4:32              |
| 9.  | Penguins                 | 3:47              |
| 10. | Picture Me in a Hospital | 3:06              |
| 11. | Seven Shades of Nothing  | 2:59              |
| 12. | Minefield                | 5:15              |

## Участники записи
- Пит Доэрти — вокал
- Майкл Уитнэлл — гитара
- Дрю МакКоннелл — бас-гитара
- Стивен Лардж — клавишные
- Джейми Моррисон — ударные

## Позиции в чартах
| Страна         | Позиция |
| -------------- | ------- |
| Австрия        | 8       |
| Бельгия        | 23      |
| Великобритания | 10      |
| Венгрия        | 7       |
| Германия       | 10      |
| Ирландия       | 59      |
| Испания        | 71      |
| Италия         | 59      |
| Нидерланды     | 59      |
| Франция        | 20      |
| Швейцария      | 4       |
| Швеция         | 28      |
| Япония         | 48      |